# 러브 앤 워 (1996년 영화)
《러브 앤 워》(In Love And War)는 미국에서 제작된 리차드 아텐보로 감독의 1996년 전쟁, 드라마, 멜로/로맨스 영화이다. 크리스 오도넬 등이 주연으로 출연하였고 리차드 아텐보로 등이 제작에 참여하였다. 제47회 베를린 국제영화제에 입품되었다. 제1차 세계 대전을 배경으로 하는 이 영화는 작가 어니스트 헤밍웨이의 삶을 다루고 있다.

## 출연

### 주연
- 크리스 오도넬
- 산드라 블록
- 맥켄지 애스틴
- 에밀리오 보누치

### 조연
- 마르고 스타인버그
- 앨런 베넷
- 잉그리드 하시
- 테런스 사흐
- 칼로 크로콜로

## 기타
- 원작자: 헨리 S. 빌라드
- 원작자: 제임스 네이걸
- 제작책임: 크리스 케니
- 공동제작: 다이아나 호킨스
- 협력프로듀서: 저니스 로스버드 처스킨
- 미술: 스투어트 크레그
- 의상: 페니 로즈